# Stonehearst Asylum
Stonehearst Asylum (oorspronkelijk onder de titel Eliza Graves uitgebracht) is een Amerikaanse film uit 2014 onder regie van Brad Anderson. De film is gebaseerd op het verhaal The System of Doctor Tarr and Professor Fether van Edgar Allan Poe.

## Verhaal
De pas afgestudeerde Edward Newgate komt eind 19de eeuw naar het afgelegen Stonehearst Asylum om praktijkervaring op te doen als psychiatrisch arts. Hoewel hij directeur Benjamin Salt maanden eerder had geschreven over zijn komst, is die bij aankomst nergens te bekennen. Niemand van de medische staf blijkt op de hoogte van zijn komst. Silas Lamb stelt zich aan Newgate voor als hoofd van de instelling en neemt hem onder zijn vleugel. In Lambs ogen zijn psychiatrisch patiënten het beste te rehabiliteren door ze aan zo min mogelijk mensonterende onderzoeken en medicatie te onderwerpen, maar ze juist in zo normaal mogelijke omstandigheden te plaatsen en verantwoordelijkheden te geven zodat hun zelfbeeld en gevoel van eigenwaarde verbetert.
Een van de patiënten die Newgate ontmoet, is de knappe en compleet redelijk ogende Eliza Graves, op wie hij verliefd wordt. Ze waarschuwt hem voor de geheimen en gevaren die schuilen in de kelders van de psychiatrische instelling. Wanneer hij daar toch belandt, blijkt de échte directeur, Benjamin Salt, en zijn medische staff daar achter slot en grendel te zitten. "Doctor Lamb" en zijn mensen, zijn in werkelijkheid psychiatrisch patiënten die de plaats van het echte personeel hebben ingenomen en de volledig zelfbedachte filosofie van Lamb uitvoeren. Dit terwijl zowel hij als zijn rechterhand Mickey Finn  oorspronkelijk opgenomen zijn vanwege het plegen van meerdere moorden.
De instelling is zo afgelegen, dat Newgate die niet meer op eigen gelegenheid kan verlaten. Zou hij dit doen, dan zou Lamb beseffen dat hij zijn geheim kent en hem inhalen voor hij een veilig heenkomen vindt. Hij ziet dit vermoeden bevestigd wanneer twee medewerkers van de ware medische staf uit de kelder ontsnappen en Finn ze opspoort. Nadat een van de vluchtelingen zelf in een ravijn springt, keert hij terug met het dode lichaam van de andere. Volgens Finn is die omgekomen door een val, maar zijn rug zit vol messteken. Newgate doet een beroep op de redelijkheid van Lamb, maar die wil er niets van weten. Newgate probeert een plan te bedenken om samen met Graves te ontsnappen zodat ze samen ergens een leven op kunnen bouwen. Volgens de medewerkers in de kelder is zij alleen net zo krankzinnig als de anderen.
Lamb roept Newgate bij zich om samen een nieuwe behandeling toe te passen op Salt. Die wordt met behulp van elektroconvulsietherapie volledig catatonisch gemaakt. Newgate vreest dat Lamb dit met al het echte personeel wil doen. Om dit te voorkomen, drogeert hij de champagne die klaarstaat voor oudejaarsavond. Net voor iedereen het glas aan de mond zet, verraadt Finn Newgate's actie aan Lamb. Die slaat hem bewusteloos en wil ook Newgate catatonisch maken. Wanneer hij op het punt staat hem te elektrocuteren, vraagt Newgate als laatste verzoek aan Lamb, om een foto van Graves uit Newgates' jaszak te halen en deze aan Graves te geven. Wanneer Lamb de foto uit de jaszak haalt blijkt het niet een foto van Graves te zijn, maar van een jonge militair die door Lamb is doodgeschoten in zijn tijd als veldarts. Lamb krijgt flashbacks en ziet deze jonge militair plotseling overal staan. Overweldigd door de herinneringen loopt Lamb gedesoriënteerd weg uit de ruimte waarna Finn het heft in eigen handen neemt om de "behandeling"van Newgate zelf te voltooien. Wanneer Finn op het punt staat de elektroden op te rapen verstoort Graves de behandeling. Daardoor kan Graves na een klein gevecht juist Finn een elektrische schok geven. Finn komt om doordat hij in brand vliegt als gevolg van de elektrische energie die door zijn lichaam raast. Graves maakt Newgate los van het bed en samen krijgen ze verder alle patiënten en het personeel uit de kelder veilig buiten. Hij vraag Graves met hem te vertrekken om samen ergens anders een leven op te bouwen. Ze weigert, omdat zij ziek is en hij gezond. Newgate verklaart dat hij haar een geheim moet vertellen.

### Epiloog
Stonehearst Asylum wordt gerenoveerd en opnieuw geopend. Voormalig personeelslid Mrs. Pike heeft inmiddels de leiding, omdat Salt nu een van de patiënten is. Wanneer op een dag twee mannen arriveren, blijken dit de echtgenoot van Graves en de echte Edward Newgate. De man die Pike onder die naam leerde kennen, was in werkelijkheid helemaal geen arts, maar zelf een psychiatrisch patiënt die onder behandeling van Newgate stond.
Elders zijn Graves en de voormalige 'Newgate' samen bij een tuinfeest. Hij heeft haar de waarheid over zichzelf verteld en verklaard dat hij verliefd op haar werd toen hij haar zag tijdens een openbare behandeling. Hierin was hijzelf de volgende proefpersoon. Ze noemen zich nu samen meneer en mevrouw Lamb.

## Rolverdeling
| Acteur          | Personage      |
| --------------- | -------------- |
| Kate Beckinsale | Eliza Graves   |
| Jim Sturgess    | Edward Newgate |
| Brendan Gleeson | The Alienist   |
| Ben Kingsley    | Dr. Silas Lamb |
| Michael Caine   | Dr. Salt       |

## Productie
Het filmen begon op 21 juni 2013 in Bulgarije. De oorspronkelijk titel Eliza Graves werd uiteindelijk gewijzigd in de huidige titel. De film ging in avant-première op 14 juni op het Filmfestival van Shanghai en kreeg zijn officiële release in de Verenigde Staten op 24 oktober 2014.